# Syngnathus macrobrachium
Syngnathus macrobrachium es una especie de pez de la familia Syngnathidae.

## Morfología
Los machos pueden alcanzar 22,5 cm de longitud total.

## Reproducción
Es ovovivíparo y el macho transporta los huevos en una bolsa ventral, la cual se encuentra debajo de la cola.

## Hábitat
Es un pez de mar y de clima subtropical.

## Distribución geográfica
Se encuentra desde Tumbes (Perú) hasta Puerto Montt (Chile).